# Minniza algerica
Minniza algerica es una especie de arácnido del orden Pseudoscorpionida de la familia Olpiidae.

## Distribución geográfica
Se encuentra en Italia y Marruecos.